# Za Górą (Skotniki Duże)
Za Górą – część wsi Skotniki Duże w Polsce, położona w województwie świętokrzyskim, w powiecie buskim, w gminie Busko-Zdrój.
W latach 1975–1998 Za Górą administracyjnie należało do województwa kieleckiego.